# Cosmoclostis pesseuta
Cosmoclostis pesseuta là một loài bướm đêm thuộc họ Pterophoridae. Nó có ở Ấn Độ và Sri Lanka, nhưng cũng được ghi nhận ở New Guinea và quần đảo Bismarck. Gần đây, người ta cũng bắt được nó ở Queensland.
Ấu trùng sống trên loài Premna latifolia.